# Tanaecia sramanas
Tanaecia sramanas är en fjärilsart som beskrevs av Hans Fruhstorfer 1913. Tanaecia sramanas ingår i släktet Tanaecia och familjen praktfjärilar. Inga underarter finns listade i Catalogue of Life.